# Stugun
Stugun is een plaats in de gemeente Ragunda in het landschap Jämtland en de provincie Jämtlands län in Zweden. De plaats heeft 627 inwoners (2005) en een oppervlakte van 125 hectare. De plaats ligt circa 50 kilometer ten oosten van de stad Östersund. Het dorp grenst aan de rivier de Indalsälven.

## Verkeer en vervoer
Bij de plaats loopt de Riksväg 87.